# Emițător

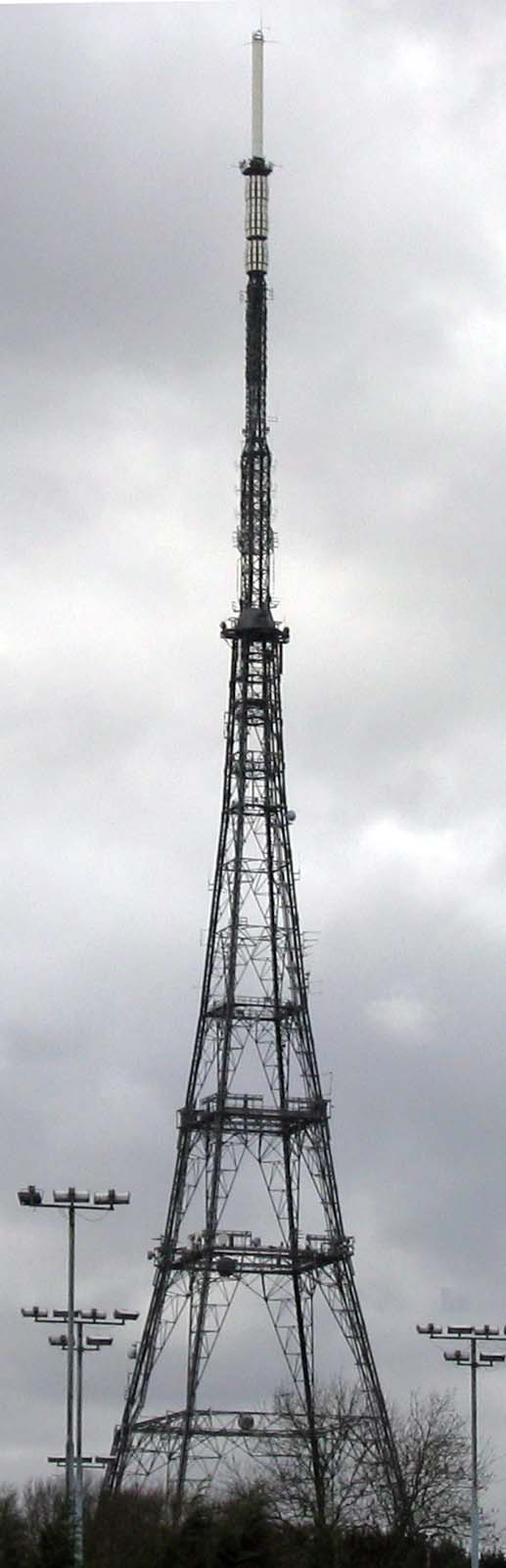
Antena emiţătorului Crystal Palace din Londra

Emițătorul (sau radioemițătorul) este un aparat sau o instalație care produce energie de radiofrecvență modulată în vederea asigurării unei radiocomunicații.

## Emițătorul de radiodifuziune sonoră
Acesta produce energie de radiofrecvență modulată, reprezentând un semnal de audiofrecvență. 
Se compune, în principal, dintr-un oscilator de radiofrecvență, stabilizat cu cuarț, un amplificator separator, un modulator, un amplificator de putere și o sursă de alimentare. 
Funcționează în gamele de unde lungi (UL), medii (UM) și scurte (US), producând oscilații electromagnetice modulate în amplitudine, precum și în gama de ultrascurte (UUS), producând oscilații electromagnetice modulate în frecvență. 
Pentru a asigura un raport semnal/zgomot cât mai mare, frecvențele înalte ale spectrului audio sunt accentuate (dezaccentuarea corespunzătoare revenind radioreceptorului).

### Emițătorul cu modulație în amplitudine
În cazul emițătorului cu modulație în amplitudine, modulația se efectuează în etajul final al amplificatorului de putere (modulație la nivel ridicat al semnalului), sau în unul din etajele precedente (modulație la nivel scăzut al semnalului). 
Emițătorul cu modulație în amplitudine radiază puteri de până la 1.000 kW, într-o singură unitate, în gama de UL sau UM și 300 - 500 kW în gama US. În gama de UUS, puterile sunt limitate la 20 - 50 kW, raza de acțiune a emițătorului fiind redusă datorită fenomenelor de propagare. Are randament ridicat (până la 70% în gama UM și 55 - 60% în gama US). 

### Emițătorul cu modulație în frecvență
În cazul emițătorului cu modulație în frecvență se utilizează modulația la nivel scăzut. 
Emițătorul cu modulație în frecvență radiază puteri variind de la câțiva wați până la cca. 50 kW. Acet tip de emițător poate transmite și emisiuni stereofonice, dacă au în componența lor uncodor stereofonic.

## Emițătorul de televiziune
Acesta produce energie de radiofrecvență modulată, reprezentând semnalul de televiziune de radiofrecvență, împreună cu semnalul modulat de sunet asociat. Se compune, de fapt, din două emițătoare, unul de imagine și unul de sunet, cuplate la aceeași antenă cu ajutorul unui diplexer imagine-sunet. Pentru o recepție optimă, raportul puterilor emițătorului de imagine și a emițătorului de sunet este normat: 10:1 sau 5:1.

### Emițătorul de imagine
Se compune dintr-un oscilator de radiofrecvență stabilizat cu cuarț, un multiplicator de frecvență, un modulator, un amplificator de putere, un etaj pentru refacerea componentei de curent continuu, filtre de rejecție, linia de transmitere a energiei de la emițător la antenă și sursa de alimentare. 
Funcționează în gamele de unde metrice și decimetrice, respectiv benzile de televiziune I - III (FÎF - foarte înaltă frecvență) și IV - V (UÎF - ultra înaltă frecvență), producând oscilații electromagnetice modulate în amplitudine. Emițătorul de imagine radiază puteri atingând zeci sau sute de kW. Modulația în amplitudine se efectuează în etajul final (la nivel înalt al semnalului) sau într-unul din etajele precedente (la nivel scăzut al semnalului). În scopul reducerii benzii de frecvențe ocupate de semnal (cu aproximativ 30 - 35%), una din benzile laterale se reduce cu ajutorul unui filtru sau prin acordarea circuitelor oscilante ale etajelor amplificatoare de putere în mod convenabil, transmisiunea purtând numele de transmisiune cu rest de bandă laterală. 
Potrivit normelor din România, emițătorul de imagine trebuie să permită transmiterea uniformă, cu distorsiuni mici, a componentelor laterale într-o bandă de 6,75 MHz.

### Emițătorul de sunet
Acesta este un emițător cu modulație în frecvență, în România având frecvența purtătoare mai mare cu 6,5 MHz decât a emițătorului de imagine, conform normelor de televiziune D și K. În principal, are caracteristici asemănătoare cu ale emițătoarelor modulate în frecvență pentru radiodifuziunea sonoră. 

## Aplicare
Transmițătoarele radio în afară de utilizarea lor în radiodifuziune, o parte esențială a numeroaselor dispozitive electronice care comunică prin radio de exemplu, telefoane mobile, rețele de calculatoare fără fir, dispozitive compatibile cu tehnologia Bluetooth, walkie-talkie pe avioane, nave și instalații radar spațial; de asemenea balize de navigație.
Transmițătoarele radio independente sunt utilizate în zonele în care nu este necesară recepția informațiilor la locul de transmisie - semnale de timp exacte, difuzoare de navigație pentru localizarea obiectelor, radiolocație multiplă, radiodifuziune, telecomandă, telemetrie etc.